# Вехтер, Оскар фон
Барон Оскар Эберхард Зигфрид фон Вехтер (нем. Oskar von Wächter; 29 апреля 1825 , Тюбинген — 15 июня 1902 , Штутгарт) — вюртембергский немецкий юрист, публицист, общественный деятель, член вюртембергского сейма.

## Биография
Представитель старой вюртембергской семьи с саксонскими корнями. Сын академика, ректора Тюбингенского университета Карла фон Вехтер-Шпиттлера.
Изучал право в Штутгарте. С 1868 года работал в страховой компании в Вюртемберге.
Много лет заседал в вюртембергском сейме. С 1862 по 1868 год был членом государственного парламента от Херренберга, с 1872 по 1876 год — членом государственного парламента от Штутгарта-Штадта. О. фон Вехтер также в течение нескольких лет был членом городского комитета граждан, а с 1879 по 1881 год — председатель комитета граждан Вюртемберга.
Решительно выступал против конкордата, заключенного правительством Вюртемберга с Папой Римским в 1857 году и за отделение церкви от государства. Выступал против участия в войне против Пруссии в 1866 году и 1872—1876 годах.
В 1868 году издавал популярную еженедельную газету «Der Landbote».

## Творчество
Литературная деятельность О. фон Вехтера весьма разнообразна и касается, как чисто правовых, так и общественных вопросов, он автор многочисленных религиозных сочинений и биографических очерков. Из многочисленных сочинений его наиболее известны:
- «Das Verlagsrecht, mit Einschluss der Lehre von dem Verlagsvertrag und Nachdruck» (Штутгарт, 1857—1858);
- «Das Autorrecht nach dem gemeinen deutschen Recht systematisch dargestellt» (Штутг., 1875);
- «Das Urheberrecht an Werken der bildenden Kü nste, Photographien und gewerblichen Mustern» (Штутгарт, 1877);
- «Das Handelsrecht nach dem allgemeinen deutschen Handelsgesetzbuch» (Лейпциг, 1865); «Die Wechsellehre nach den deutschen u. ausländischen Gesetzen» (Штутг., 1861);
- «Das Wechselrecht des Norddeutschen Bundes» (Лейпциг, 1869);
- «Encyclopädie des Wechselrechts der europ. n. aussereurop. Länder auf Grundlage des gemeinen deutschen Rechts» (Штутг., 1879);
- «Das Wechselrecht des deutschen Reichs» (Штутг., 1883);
- «Bekenntnissgrund, Kirche und Sektenwesen in Wü rttemberg nac h Geschichte, Recht u. Lehre» (Штутг., 1862);
- «Karl Georg von Waechter. Leben eines deutschen Juristen» (Лейпц., 1881);
- «Vehmgerichte und Hexenprozesse» (Штутг., 1882);
- «Johann Jacob Moser» (Штутг., 1885).

## Награды
- Орден Ольги (Вюртемберг)